# Castello di Azay-le-Rideau
Il castello di Azay-le-Rideau (AFI: /aˈzɛ lə ʁiˈdo/) è un monumento in stile rinascimentale, appartenente allo Stato francese, situato nella località di Azay-le-Rideau, nel dipartimento di Indre e Loira. Costruito tra il 1518 e il 1527, questo castello è considerato uno degli esempi più importanti del primo Rinascimento francese. Situato su un'isola nel mezzo del fiume Indre questo pittoresco castello è diventato uno dei più conosciuti dei castelli della Valle della Loira.
Contiene lussuosi decori scolpiti e lascia tracce del Rinascimento fiammingo con i suoi magnifici arazzi in stile (XVI secolo) esposti in diverse camere del castello. Ad esso è connesso un giardino all'inglese.

## Storia

### Le origini del castello
L'attuale castello di Azay-le-Rideau si trova al posto di un antico castello feudale. Nel corso del XII secolo, il signore locale Ridel (o Rideau) d'Azay, un cavaliere al servizio di Filippo II Augusto, costruì una fortezza per proteggere la strada da Tours a Chinon nel punto in cui attraversava il fiume Indre.
Tuttavia questo primo castello medievale cadde vittima della rivalità tra le fazioni della Borgogna e Armagnac durante la guerra dei cent'anni. Nel 1418 il futuro Carlo VII passò attraverso Azay-le-Rideau mentre fuggiva da Parigi, occupata dai Borgognoni, verso la fedele roccaforte di Bourges. Irritato dagli insulti delle truppe della Borgogna che occupavano il villaggio, il signore ordinò al suo esercito di espugnare il castello. I 350 soldati all'interno furono trucidati e il castello stesso venne raso al suolo. Per secoli questo avvenimento venne ricordato nel nome della città di Azay-le-Brûlé (letteralmente: Azay la Bruciata), che rimase in uso fino al XVIII secolo.

### I Berthelot

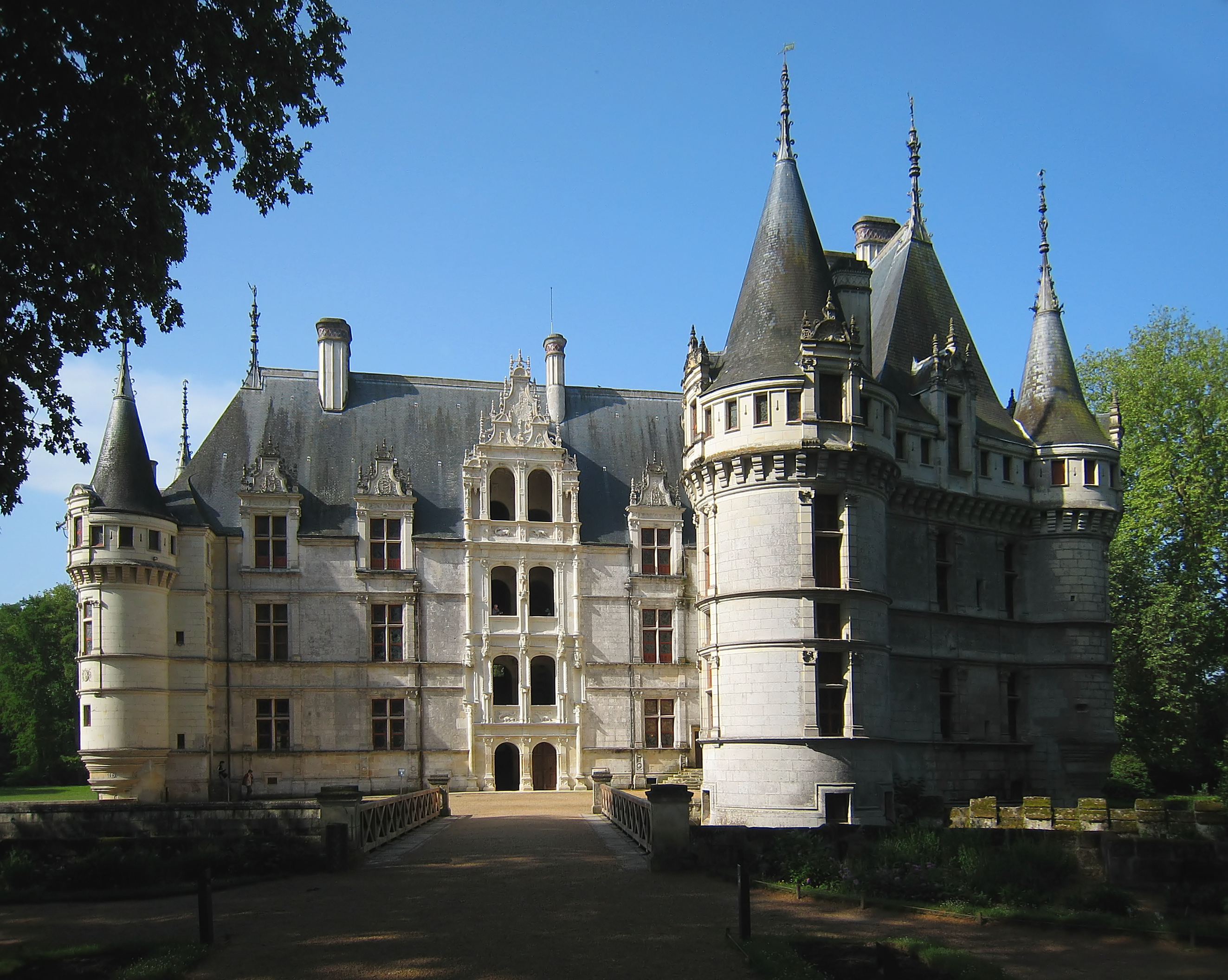
Vista del cortile interno del castello.

Il castello rimase in rovina fino al 1518, quando la terra venne acquistata da Gilles Berthelot, sindaco di Tours e tesoriere generale delle finanze del re. Desiderando una residenza per ostentare la sua ricchezza e status sociale, Berthelot si preoccupò di ricostruire l'edificio in modo che includesse sia il suo passato medievale, sia gli ultimi stili architettonici del rinascimento italiano. Anche se lo scopo del castello doveva essere in gran parte residenziale, le fortificazioni difensive rimasero importanti simboli di prestigio e Berthelot fu entusiasta di averli nel suo nuovo castello. Giustificò la sua richiesta al re, Francesco I, in una descrizione esagerata dei tanti "ladri pubblici, pezzenti e altri vagabondi, malfattori che commettono rissa, dispute, furti, razzie, violenze, estorsioni e vari altri mali" che minacciavano le città non fortificate come Azay-le-Rideau.
I doveri di Berthelot richiedevano sue frequenti assenza dal castello, così la sovrintendenza dei lavori di costruzione passò a sua moglie, Philippa Lesbahy, che li dirigeva insieme al maestro di bottega Etienne Rousseau. I lavori si protrassero a lungo, dal momento che era difficile porre solide fondamenta nel terreno paludoso dell'isola nell'Indre e il castello doveva essere piantato su palafitte infisse nel fango. Anche una volta gettate le fondamenta la costruzione progredì lentamente, poiché gran parte della pietra per il castello veniva dalla cava di Saint-Aignan, località famosa per la sua roccia resistente, ma che era a circa 100 km di distanza, il che significava che i blocchi pesanti dovevano essere trasportati ad Azay-le-Rideau in barca.
Il castello era ancora incompleto nel 1527, quando l'esecuzione a Montfaucon di Jacques de Beaune, il ministro responsabile delle finanze reali e cugino di Berthelot, costrinse Gilles a fuggire dal Paese. Forse temendo l'esposizione delle proprie malefatte finanziarie andò in esilio prima a Metz in Lorena e più tardi a Cambrai, dove morì appena due anni dopo. Trascurando le richieste della moglie di Berthelot, Philippa, Francesco I confiscò il castello incompiuto e, nel 1535, lo affidò a Antoine Raffin, uno dei suoi compagni d'arme durante la campagna d'Italia. Raffin si occupò solo di ristrutturazioni minori del castello e così i lavori di costruzione rimasero incompleti (erano state costruite solo le ali sud ed ovest). Così il castello conservò la caratteristica, ma accidentale, forma a "L".

### I secoli XVII e XVIII
Nel 1583 la nipote di Antonietta Raffin, un'ex-dama di Margherita di Valois, si insediò nel castello e, con l'aiuto del marito Guy de Saint-Gelais, iniziò a rimodernarne l'arredo interno. Azay-le-Rideau venne poi ereditato dal figlio Arthur e da sua moglie Françoise de Souvré, una futura governante di Luigi XIV, e fu durante la loro proprietà che il nuovo castello ricevette la sua prima visita da parte di un re: il 27 giugno 1619, durante il suo viaggio da Parigi per andare da sua madre, Maria de' Medici, a Blois, Luigi XIII compì una deviazione per trascorrere la notte ad Azay-le-Rideau. Dopo molti anni suo figlio Luigi XIV fu l'ospite del castello nella stessa stanza.

### I Biencourt

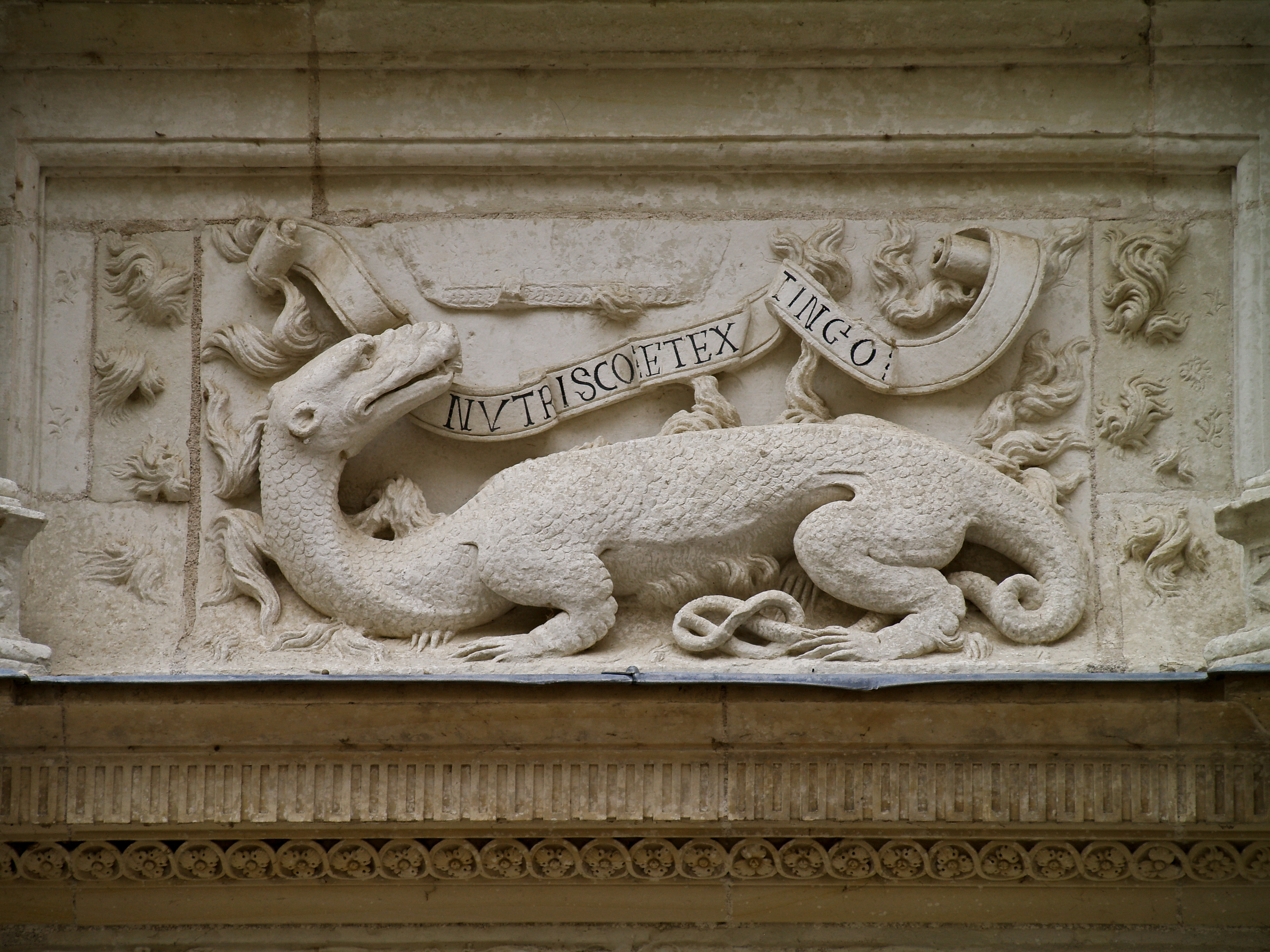
Salamandra con il motto di Francesco I.

I Raffin, con il matrimonio con i Vasse, mantennero la proprietà del castello fino al 1787, quando fu venduto per 300.000 lire al marchese Charles de Biencourt, maresciallo degli eserciti del re. Il castello era in cattive condizioni, però, dal 1820, Biencourt intraprese un grande lavoro di ristrutturazione. Nel 1824 aggiunse una “stanza cinese” (distrutta nel 1860) al piano terra dell'ala sud, e nel 1825 o 1826 decorò la biblioteca con pannelli in legno intagliato per abbinare l'arredamento della sala a quello del salotto sul lato opposto.
Chi iniziò un nuovo restauro fu suo figlio, Armand-François-Marie, una guardia di Luigi XVI che partecipò alla difesa delle Tuileries il 10 agosto 1792 e che, dal suo matrimonio con Maria Antonietta d'Apchon, divenne uno dei più importanti proprietari terrieri in Francia. Il restauro includeva il riposizionamento delle vecchie medaglie e insegne reali sulla scala (che erano state coperte durante la Rivoluzione), l'estensione della facciata del cortile e l'aggiunta di una nuova torre all'angolo est. Questi cambiamenti distrussero gli ultimi resti della fortezza medievale, ma fecero in modo che il castello raggiungesse finalmente un aspetto definitivo. Per questi lavori di ristrutturazione assunse l'architetto svizzero Pierre-Charles Dusillon, che stava lavorando anche al vicino castello di Ussé.

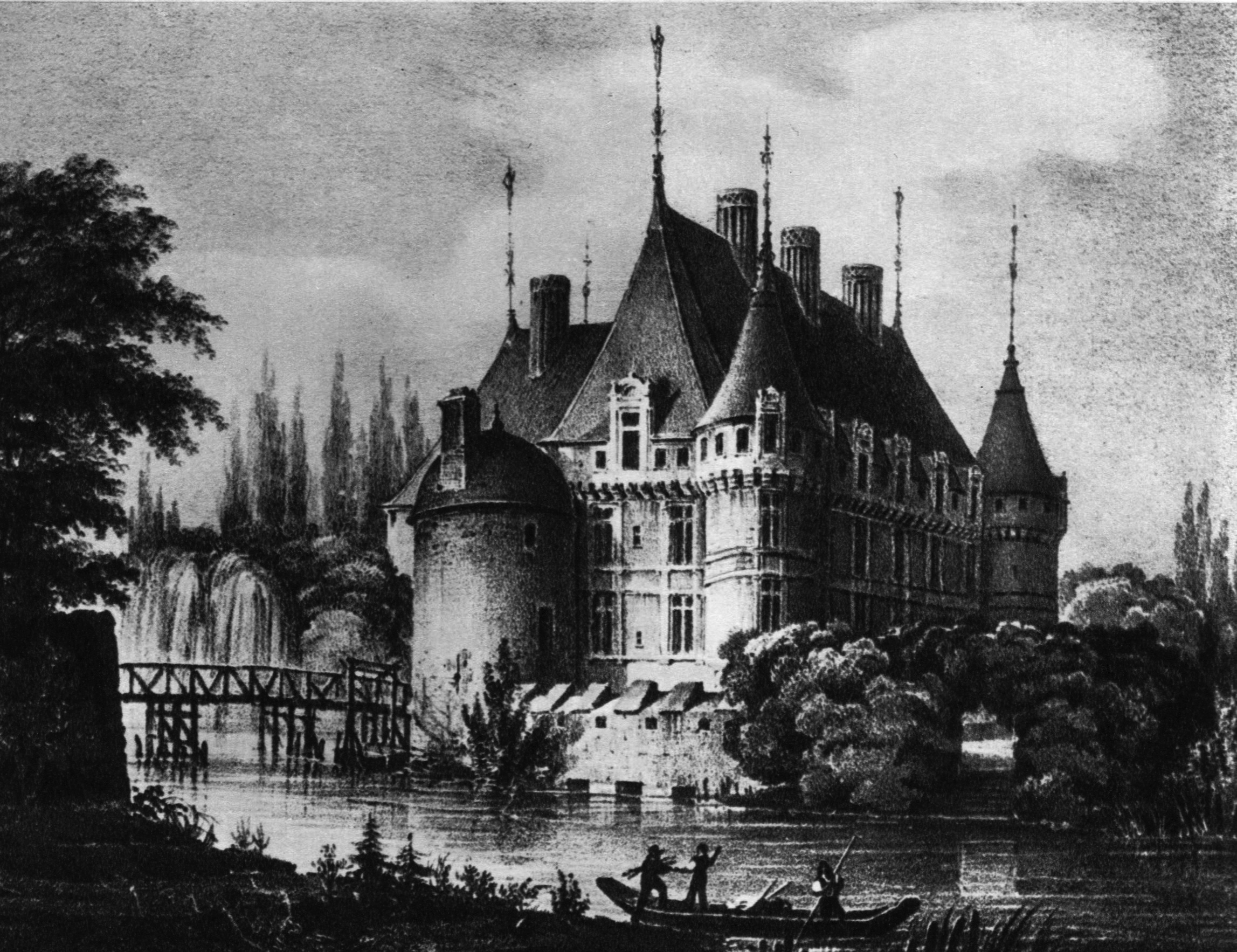
Litografia di Langlumé del XIX secolo conservata nella Biblioteca Nazionale di Parigi raffigurante il castello di Azay-le-Rideau in quell'epoca; si noti la presenza di un torrione medioevale

Durante la guerra franco-prussiana il castello corse ancora una volta il rischio di essere distrutto. Servì come quartier generale per le truppe prussiane nella zona, ma una sera un lampadario cadde dal soffitto sul tavolo dove il principe Federico Carlo di Prussia stava cenando; questo sospettò un tentativo di assassinio e ordinò ai suoi soldati di appiccare il fuoco all'edificio. Solo le rassicurazioni dei suoi ufficiali lo convinsero a ritirare l'ordine e quindi a salvare il castello da un secondo incendio.
A seguito del ritiro delle truppe prussiane, Azay-le-Rideau venne restituito ai Biencourt. In questo periodo il castello era ben noto per la sua galleria di oltre 300 ritratti storici che, cosa insolita per una collezione privata, poteva essere visitata dal pubblico. Nel 1899 le difficoltà finanziarie costrinsero il giovane vedovo Charles-Marie-Christian de Biencourt a vendere il castello insieme con i suoi mobili e a 540 ettari di terreno all'uomo d'affari Achille Arteau, un ex avvocato di Tours che voleva venderne gli arredi a scopo di lucro. Il castello venne quindi svuotato e le sue opere d'arte e mobilie disperse.

### Il castello nel XX secolo
Nel 1905 il feudo fu acquistato dallo Stato francese per 250.000 franchi e diventò un monumento storico di Francia. Durante i primi anni della seconda guerra mondiale il castello ospitò il Ministero dell'Istruzione quando questo, come molti altri ministeri francesi, si ritirò da Parigi. Il castello di Azay-le-Rideau è ora uno dei tanti monumenti nazionali sotto la protezione del Centre des monuments nationaux e inoltre fa parte del patrimonio mondiale dell'UNESCO della valle della Loira.

## Architettura

### Esterno

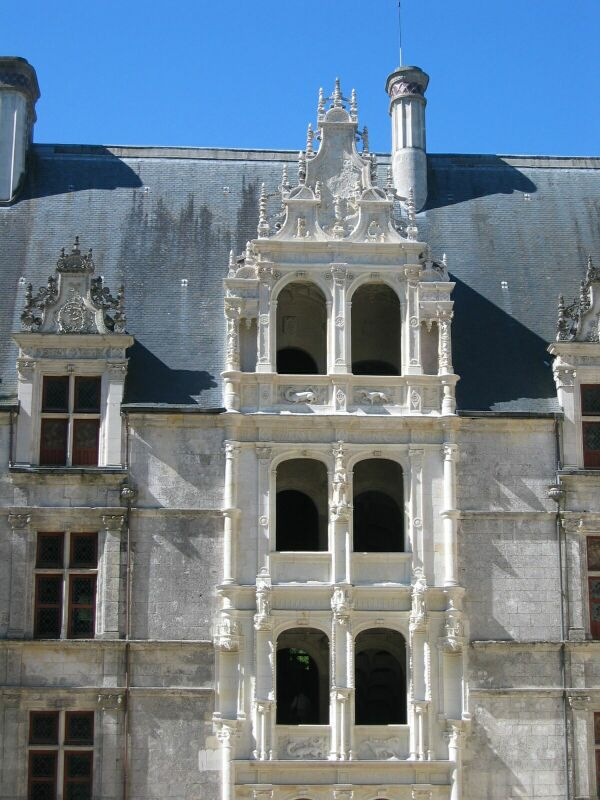
Particolare della facciata: lo scalone centrale.

Situato su un'isola nel mezzo dell'Indre, il castello di Azay-le-Rideau sembra sorgere direttamente dalle acque del fiume, che riflettono le facciate del castello in modo che il castello sembri galleggiare sulla sua immagine. Lo scrittore Balzac, che abitava nelle vicinanze ed era occasionalmente ospite al castello, ammirava profondamente l'edificio, descrivendolo come “un diamante incastonato nell'Indre”. Questa suggestiva cornice contribuì a far diventare Azay-le-Rideau uno dei più famosi castelli della Loira.
Questo relativamente piccolo castello è diviso in due sezioni, il corpo centrale principale e un'ala perpendicolare ad essa, e presenta un miscuglio di stili architettonici. L'influenza dello stile rinascimentale italiano è evidente nelle proporzioni e decorazioni scultoree. Accanto a questi elementi italianizzanti ci sono vestigia di architetture difensive medievali, come le tracce del passaggio coperto sulle pareti esterne o le caditoie sotto il tetto, che non erano più necessarie per la difesa ma vennero inseriti nel progetto del castello a causa del loro prestigio simbolico. Infine altri elementi architettonici, come gli angoli a bastione con le loro torrette appuntite coniche, gli abbaini impilati verticalmente e separati da un marcapiano, e l'alto e pendente tetto in ardesia, contribuiscono a dare ad Azay-le-Rideau un inconfondibile aspetto francese.
La parte più importante del castello è lo scalone centrale, l'escalier d'honneur. Si ispira alla scala del castello di Châteaudun, a cui assomiglia dall'esterno, anche se la sua struttura interna è molto diversa. La scala di Azay-le-Rideau è formata da rampe rette invece che da una spirale, così come era più comune in quei tempi, ed è la più antica scalinata superstite di questo genere in Francia.
La scala ha tre piani, ciascuno con una finestra a due aperture che forma un soppalco che si affaccia sul cortile. L'ingresso, che assomiglia ad un arco trionfale romano, è decorato con le iniziali di Gilles Berthelot e di sua moglie, mentre i timpani che sovrastano ciascuna finestra sono scolpiti con la salamandra e l'ermellino di Francesco I e di sua moglie, Claudia di Francia, in onore del monarca di allora. All'interno il soffitto della scala è costituito da medaglioni scolpiti con i profili dei re e delle regine di Francia da Luigi XI a Enrico IV. Con le sue colonne, pilastri ed ornamenti con sculture di conchiglie, medaglie e altri simboli, questa imponente scalinata offre un chiaro esempio dell'influenza dello stile rinascimentale italiano nel disegno del castello.

### Interno

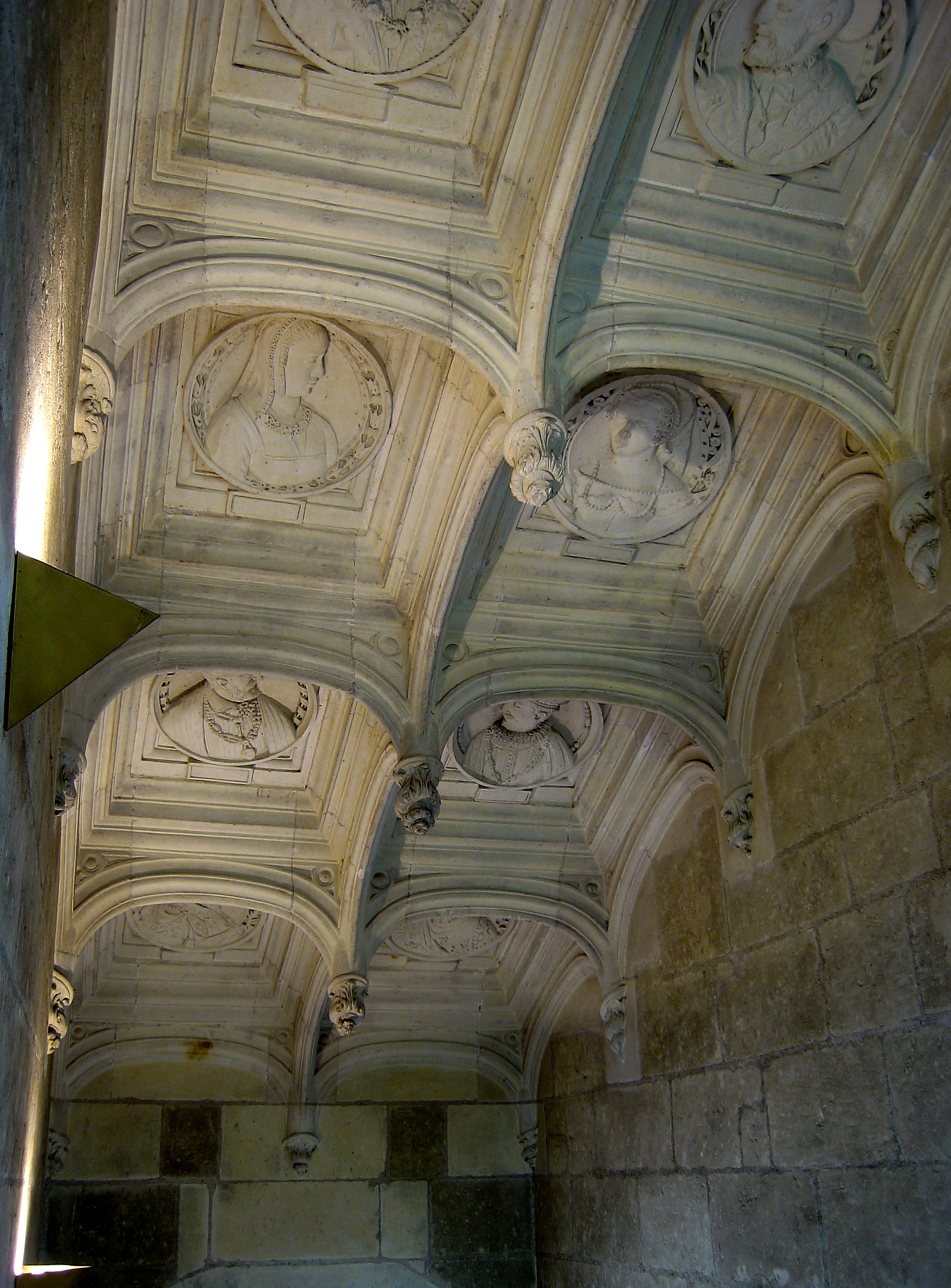
Soffitto dello scalone centrale.

La ricca decorazione degli interni del castello rispecchia ancora una volta l'influenza del Rinascimento italiano. Si compone di diversi salotti e appartamenti signorili, la maggior parte dei quali furono arredati in stile neorinascimentale popolare durante il XIX secolo. Molte di queste stanze presentano arazzi fiamminghi del XVI e XVII secolo, in particolare le "Storie del Vecchio Testamento", tessuto ad Audenarde, e la "Storia di Psiche", creato a Bruxelles e che, nel 2009, fornì l'ispirazione per la mostra ambientata nel castello dedicata al mito greco. Il castello ospita inoltre una significativa collezione di opere d'arte, tra cui un "Dame au Bain" (forse raffigurante Diana di Poitiers) di François Clouet e alcuni ritratti di monarchi francesi, tra cui Francesco I, Enrico III e Caterina de' Medici.
Degne di nota sono le soffitte, dove le travi lavorate a mano sono state nel 2010-2011 restaurate e possono essere viste in una mostra che spiega le complesse tecniche della loro costruzione.

## Parco e giardini
Alla fine del XVII secolo vennero costruiti due edifici simmetrici al di là del fiume, le dipendenze. Dal 1810 i Biencourt fecero bonificare la zona intorno al castello: gli attuali giardini furono progettati poco dopo da Biencourt, che creò un grande parco paesaggistico in stile inglese, dotato di numerose piante esotiche. A sud e ad ovest il fiume crea uno specchio d'acqua in cui il castello riflette le facciate.

## Galleria d'immagini

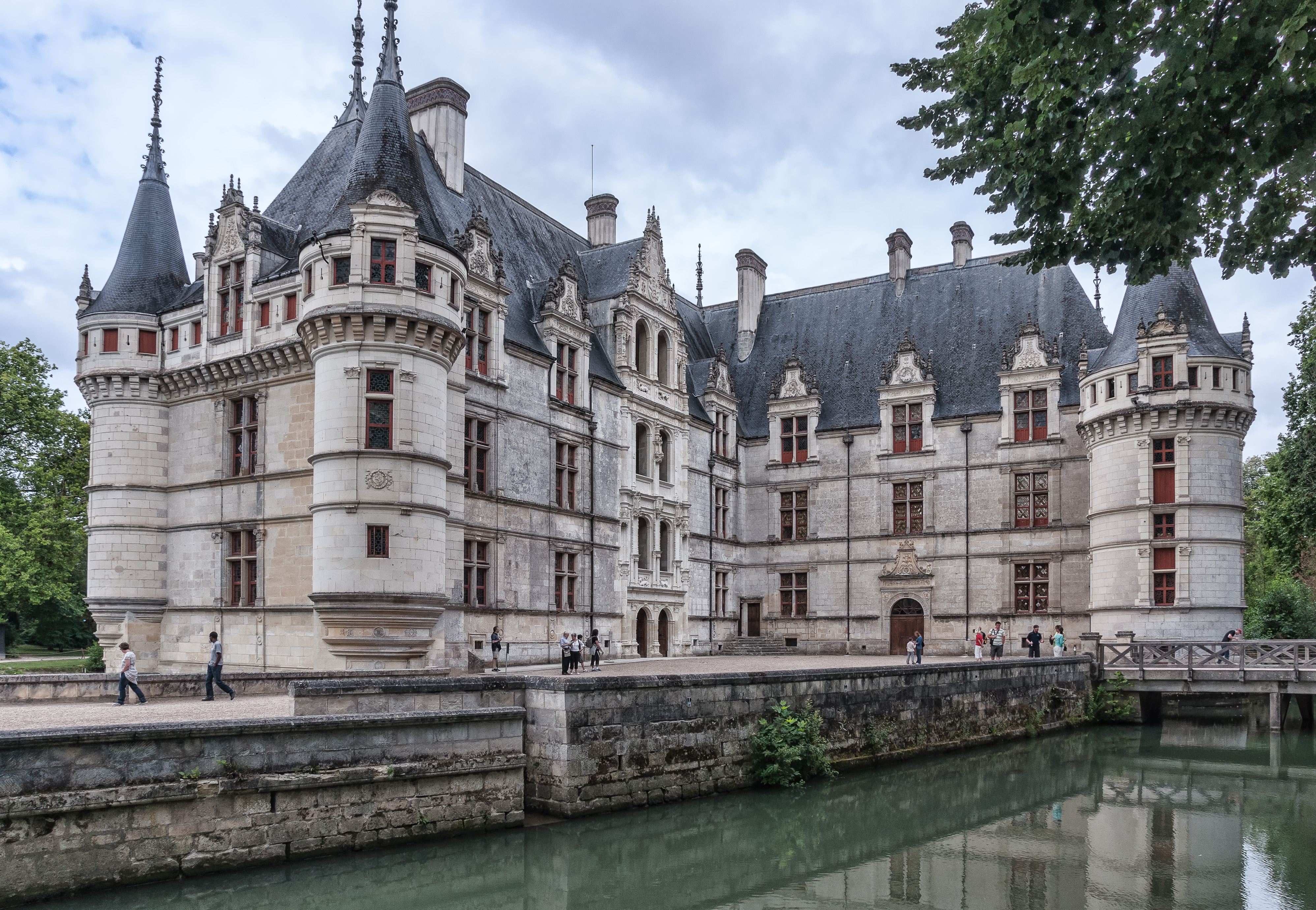
Cortile interno del castello di Azay-le-Rideau
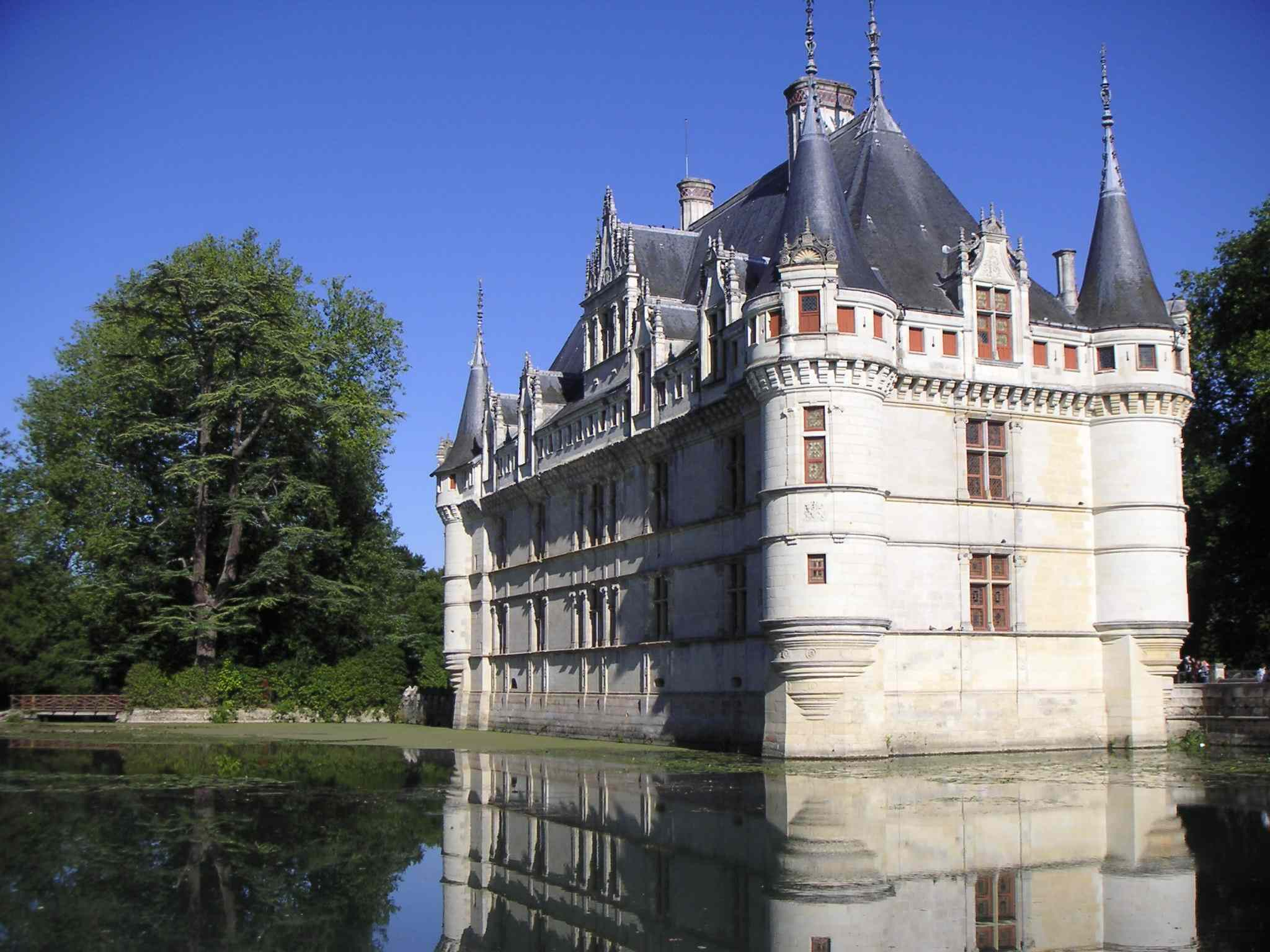
Vista del castello dal giardino
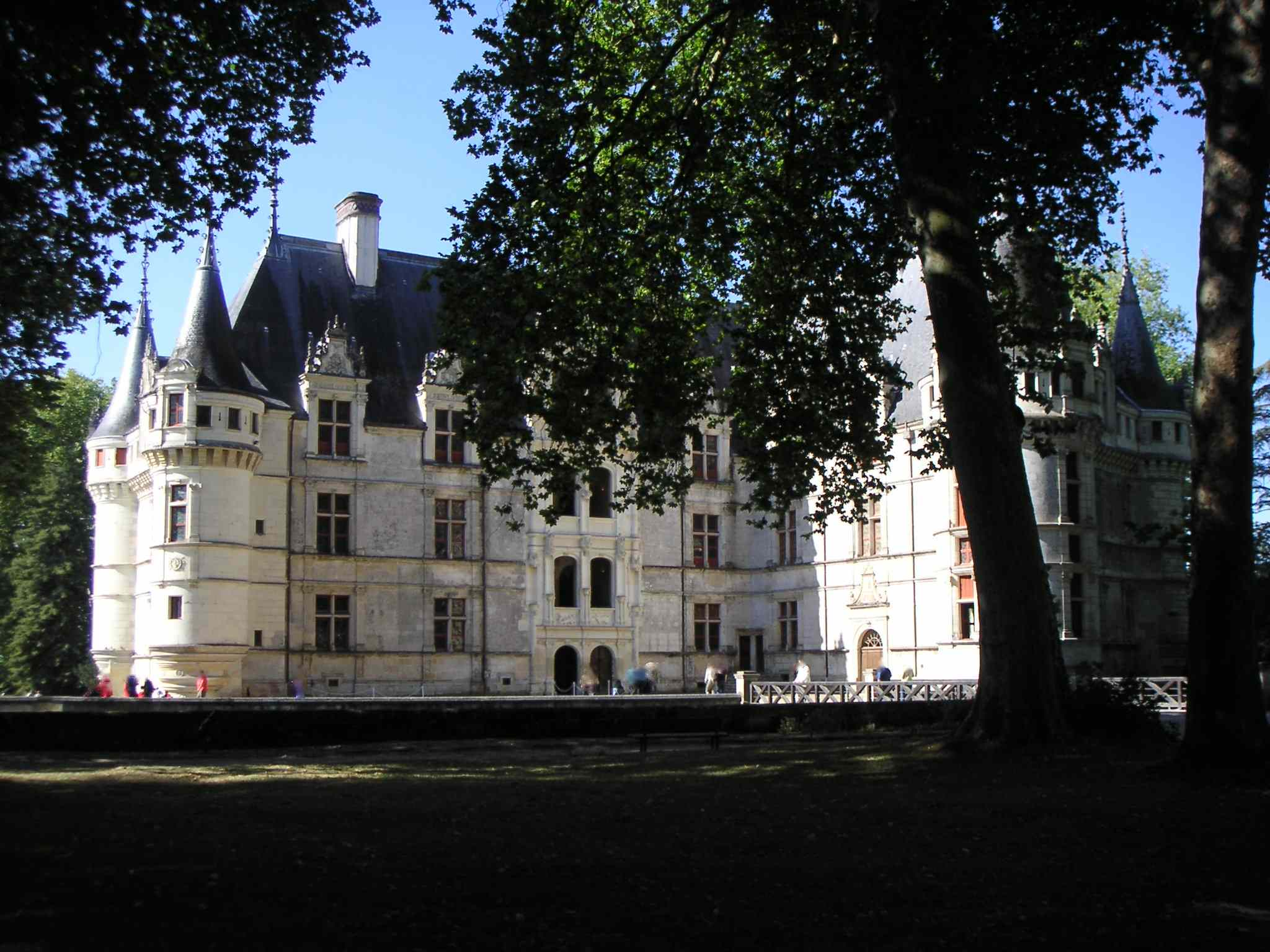
Cortile interno
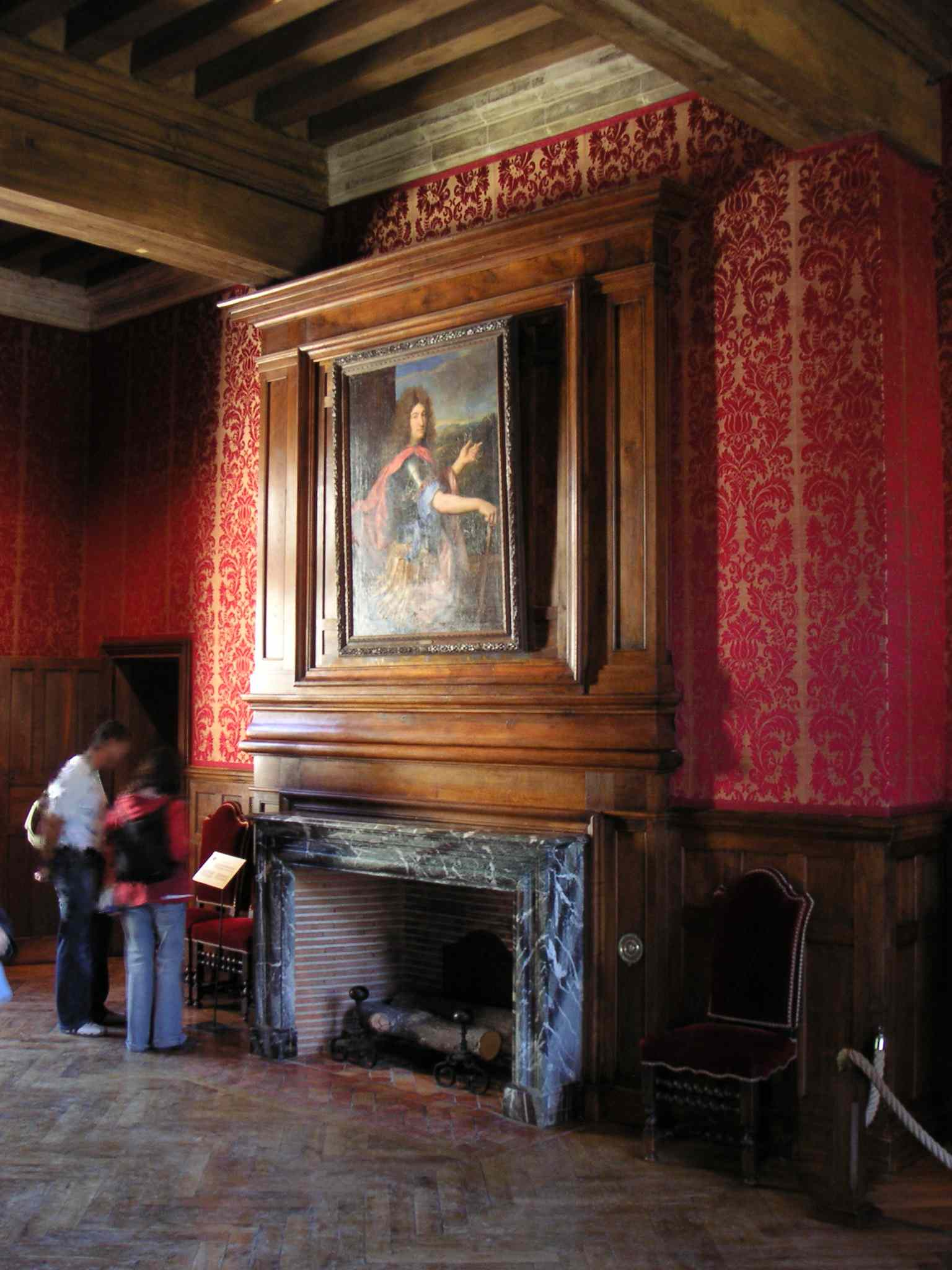
Camera del primo piano del castello
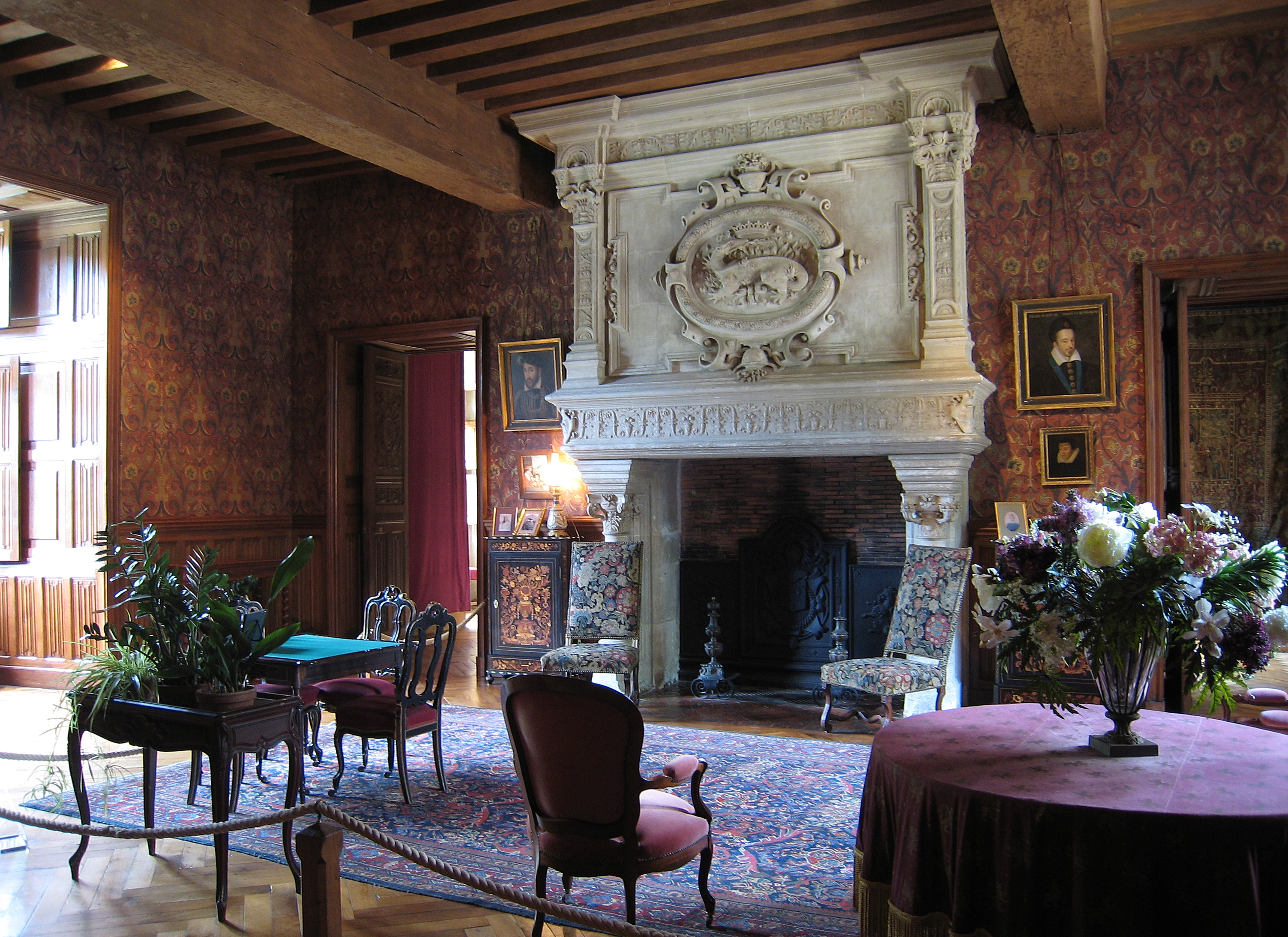
Sala Biencourt